# Words of Love/Mailman, Bring Me No More Blues
Words of Love/Mailman, Bring Me No More Blues è un singolo di Buddy Holly pubblicato nel 1957.

## Il disco
Il brano sul retro, Mailman, Bring Me No More Blues, è stato scritto da Stanley Clayton, da Rut Roberths e da Bill Katz. La versione di Buddy Holly in Gran Bretagna è stata pubblicata, invece che su singolo, sull'album Buddy Holly.

## Tracce
LATO A
1. Words of Love – 1:56 (Buddy Holly)

LATO B
1. Mailman, Bring Me No More Blues – 2:12 (Ruth Roberts, Bill Katz, Stanley Clayton)